# Colostygia bilineata
Colostygia bilineata là một loài bướm đêm trong họ Geometridae.